# Christ-König (Gräveneck)

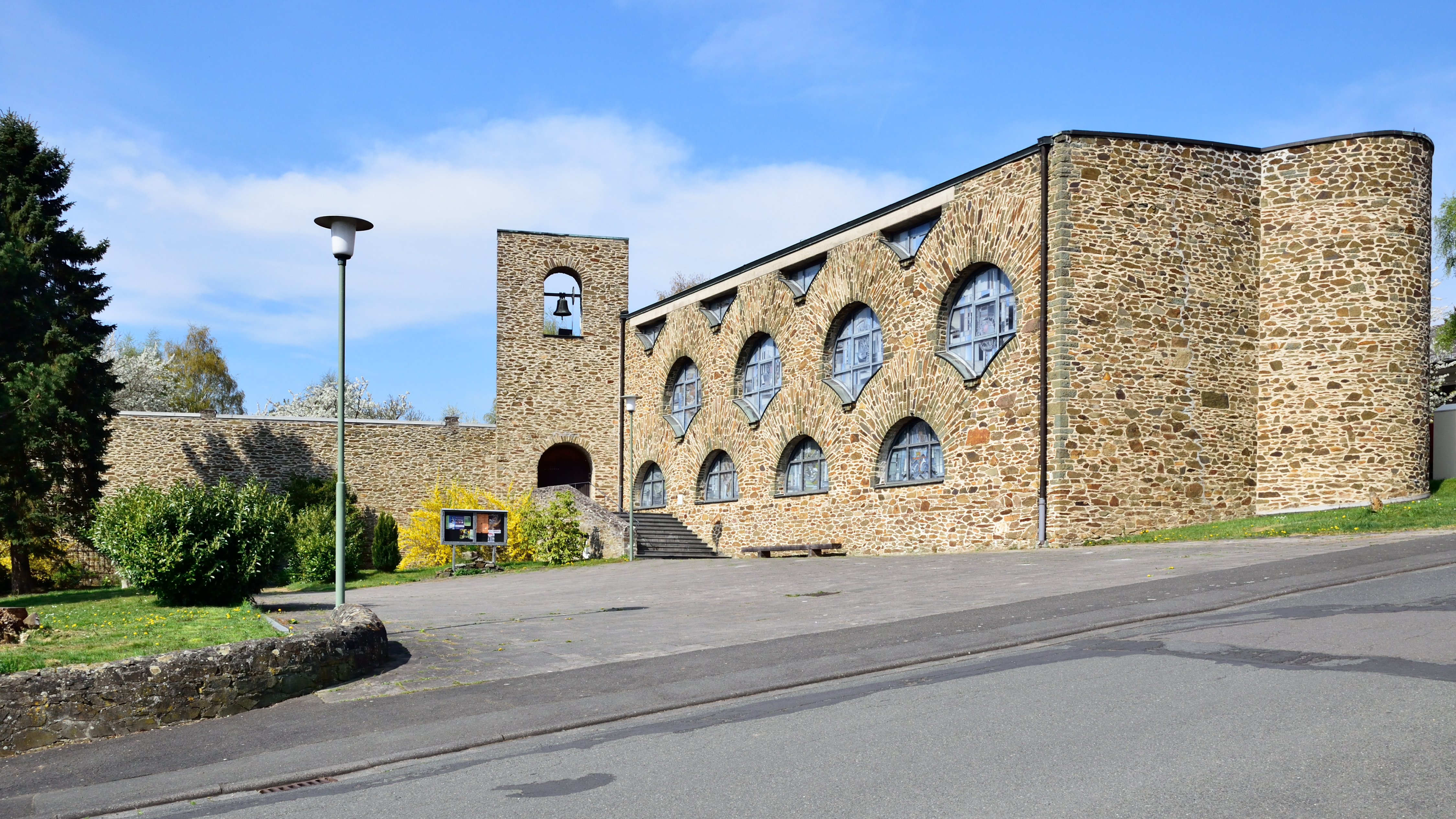
Christ-König (Gräveneck)

Die römisch-katholische, denkmalgeschützte Kirche Christ-König steht in Gräveneck, einem Ortsteil der Gemeinde Weinbach im Landkreis Limburg-Weilburg (Hessen). Die Kirchengemeinde gehört zur Pfarrei Heilig Kreuz Oberlahn im Bistum Limburg.

## Beschreibung
Der Gebäudekomplex aus Kirche und dazugehörigem Gemeindezentrum wurde von Rudolf Schwarz entworfen und unter Maria Schwarz fertiggestellt. Am 11. April 1965 wurde der Grundstein gelegt. Im ersten Bauabschnitt wurden das Pfarrhaus, das in Nord-Süd-Richtung am nach Süden abfallenden Hang liegt, und das heute hinter der Kirche liegende Gebäude gebaut, in dessen unterem Geschoss eine Wohnung und im oberen Geschoss ein Saal und der Jugendraum angeordnet sind. Die Kirche schließt sich in Ost-West-Richtung an das Pfarrhaus an, wobei der Campanile zwischen Kirche und Pfarrhaus das Portal aufnimmt. Die Fassade im Süden hat drei Reihen Fenster, die ursprünglich transparent waren, seit 1993 aber mit Glasmalereien versehen sind. Die anderen Wände sind ohne Fenster gemauert. An der Nordwand befindet sich ein Erker für die Orgel. Das rechteckige Kirchenschiff schließt im Osten mit einer kleinen parabelförmigen Apsis, die leicht aus der Mitte nach Norden versetzt aus der leicht gerundeten Ostwand hervortritt. Der Innenraum ist mit einer Kassettendecke aus Stahlbeton  überspannt, die in Sichtbeton belassen ist.